# Crown Equipment Corporation
Die Crown Equipment Corporation mit Hauptsitz in New Bremen, Ohio, Vereinigte Staaten ist der weltweit viertgrößte Hersteller von Gabelstaplern (Stand 2024).
Das US-amerikanische Unternehmen ist seit seiner Gründung in Besitz der Familie Dicke. Die Europazentrale mit Sitz in München koordiniert die Aktivitäten der Vertriebs- und Serviceniederlassungen in Europa, dem Mittleren Osten, Afrika und Indien.

## Firmengeschichte
Crown wurde 1945 von Carl H. Dicke und Allen A. Dicke gegründet. Das Unternehmen wird von der Familie Dicke bereits in vierter Generation geleitet. Seit der Gründung hat sich Crown von einem Kleinbetrieb zu einem global agierenden Unternehmen entwickelt.
In den Pionierjahren produzierte der Handwerksbetrieb Temperaturregler für Kohle-Brennöfen. Diese Systeme wurden im Gebäude eines ehemaligen Eisenwarengeschäftes in New Bremen in Handarbeit hergestellt. Aufgrund der einbrechenden Nachfrage nach Kohleöfen verlagerte das Unternehmen ab 1949 seinen Produktionsschwerpunkt und stellte Antennenrotoren zur Verbesserung des Fernsehempfangs her. Crown entwickelte sich zu einem der führenden Hersteller dieser Geräte, bis auch hier ein Nachfrageeinbruch aufgrund der flächendeckenden Einführung des Kabelfernsehens im Oktober 2001 zur Einstellung der Produktion führte.
Bereits 1957 stieg Crown in die Flurförderzeugbranche ein. Das Unternehmen startete zunächst mit der Produktion von Nischenfahrzeugen. Heute stellt Crown eine breite Palette von vorwiegend elektrisch betriebenen Flurförderzeugen für die verschiedensten Anwendungen in Logistik, Industrie und Handel her. Zum Sortiment gehören Gabelniederhubwagen, Gabelhochhubwagen, „Man-Up“-Stapler, Schubstapler, Hochregalstapler, Gegengewichtstapler, Gabelstapler sowie Schlepper. 1968 übernahm Crown eine Produktionsanlage zur Herstellung von Hubwagen von der deutschen Firma Steinbock im bayerischen Roding. In den 1980er Jahren eröffnete das Unternehmen seine Europazentrale in München.

## Unternehmen
Die Crown Equipment Corporation verfügt über ein weltweites Netzwerk an Produktions-, Verkaufs- und Kundendienststandorten. Mit über 70 eigenen Niederlassungen, mehr als 300 eigenständigen Händlerstandorten sowie einem weltweiten Netzwerk an Produktionsstätten in den USA, Deutschland, Mexiko und China gehört die Crown Equipment Corporation zu den weltweit größten Herstellern von Elektrostaplern. In Deutschland ist die Firma in München durch ihre hundertprozentige Tochtergesellschaft Crown Gabelstapler GmbH & Co. KG vertreten. Diese unterhält Verkaufs- und Kundendienstniederlassungen in Hamburg, Dortmund, Köln, Frankfurt, Stuttgart, Nürnberg und München.
Aufgrund seiner Philosophie der vertikalen Integration stellt Crown bis zu 85 % der Bauteile, die in den Fahrzeugen verwendet werden, selbst her.

### Produktprogramm
| - Hubwagen - Hochhubwagen | - Schmalgangstapler - Schubstapler | - Gabelstapler - Niederhub Kommissionierstapler | - Schlepper |

## Publikationen
- McNees, Pat: By Design: The Story of Crown Equipment Corporation. Wilmington, Ohio: Orange Frazer Press, 1997. ISBN 978-1-882203-15-4
- McNees, Pat: An American Biography: An Industrialist Remembers the Twentieth Century. Washington, DC: Farragut Publishing, 1995. ISBN 978-0-918535-20-7
- Design Management Institute Case Study. Crown Equipment Corporation: Design Services Strategy. Boston, MA: Harvard Business School Publishing, 1991.
- Design Management Institute Case Study. Crown Equipment Corporation: Design Services Strategy Epilogue. Boston, MA: Harvard Business School Publishing, 1991.
- Dicke, James F. II: Crown Equipment Corporation: A Story of People and Growth, New York: Newcomen Society, 1995.